# Чан Чонг Кім
Чан Чонг Кім, (1883 — 2 грудня 1953) — в'єтнамський педагог і політик, прем'єр-міністр короткочасного прояпонського уряду так званої «В'єтнамської імперії» у 1945 р., в період між японським переворотом, коли було повалено французьку колоніальну владу, та захопленням північного В'єтнаму прокомуністичними загонами.

## Біографія
Народився на початку французького колоніального періоду. Працював спочатку перекладачем, потім у 1908 році отримав стипендію Колоніальної школи (l'École Coloniale), яка надала йому можливість отримати освіту в Педагогічній школі ('École Normale d'instituteurs) в Мелені. Після повернення до Індокитаю він викладав, спочатку в Аннамі, потім був інспектором Національного управління освіти в Тонкіні. Опублікував праці з історії В'єтнаму.
Під час Другої світової війни належав до в'єтнамських патріотичних угруповань, які вбачали в Японії визволителя від колоніального поневолення Азії. Разом з іншими патріотами був заарештований вішистською владою восени 1943. Японці домоглися, щоб його, разом з іншими патріотами, депортували спочатку в Сінгапур, потім в Таїланд.
У березні 1945, після того, як японці повалили французьку колоніальну владу в Індокитаї та об'єднали в'тнамські території у єдину В'єтнамську імперію, він повернувся на батьківщину. Японці спочатку запропонували очолити уряд новоутвореної держави Нго Дінь З'єму, але останній відмовився, тому їхній вибір впав на Чан Чонг Кіма. Останній сформував уряд, тоді як формальним головою держави був імператор Бао Дай. З самого початку уряд зіштовхнувся з катастрофічним голодомором на півночі країни, з яким не мав засобів боротися. З іншого боку, уряд спромігся консолідувати патріотів, провести адміністративну та педагогічну реформу, реабілітувати борців проти колоніалізму, репресованих французами, та масово запровадити латинку у шкільну освіту.
8 серпня, коли японці були готові залишити В'єтнам, Чан Чонг Кім та його уряд подали у відставку. Незабаром комуністи захопили владу на півночі країни. На півдні колишній прем'єр сформував Патріотичний комітет, який не мав фактичної влади. Через кілька тижнів імператор Бао Дай зрікся.
Після падіння свого уряду Чан Чонг Кім повернувся до викладацької діяльності. У жовтні 1953, за кілька місяців до власної смерті, він був головою конгресу, на якому делегати виступили з вимогою повної незалежності Південного В'єтнаму від Франції.